# 청소면
청소면(靑所面)은 대한민국 충청남도 보령시에 속한 면이다.

## 개요
청소면은 서해안 최고봉인 오서산(790.7m)과 청산리대첩의 영웅인 김좌진 장군의 묘가 있는 곳이다. 또한 서해안고속도로, 국도 제21호선 및 장항선이 지나는 보령시의 관문이다.

## 행정 구역
- 성연리
- 신송리
- 야현리
- 장곡리
- 재정리
- 정전리
- 죽림리
- 진죽리